# Martin Luther (poemat)

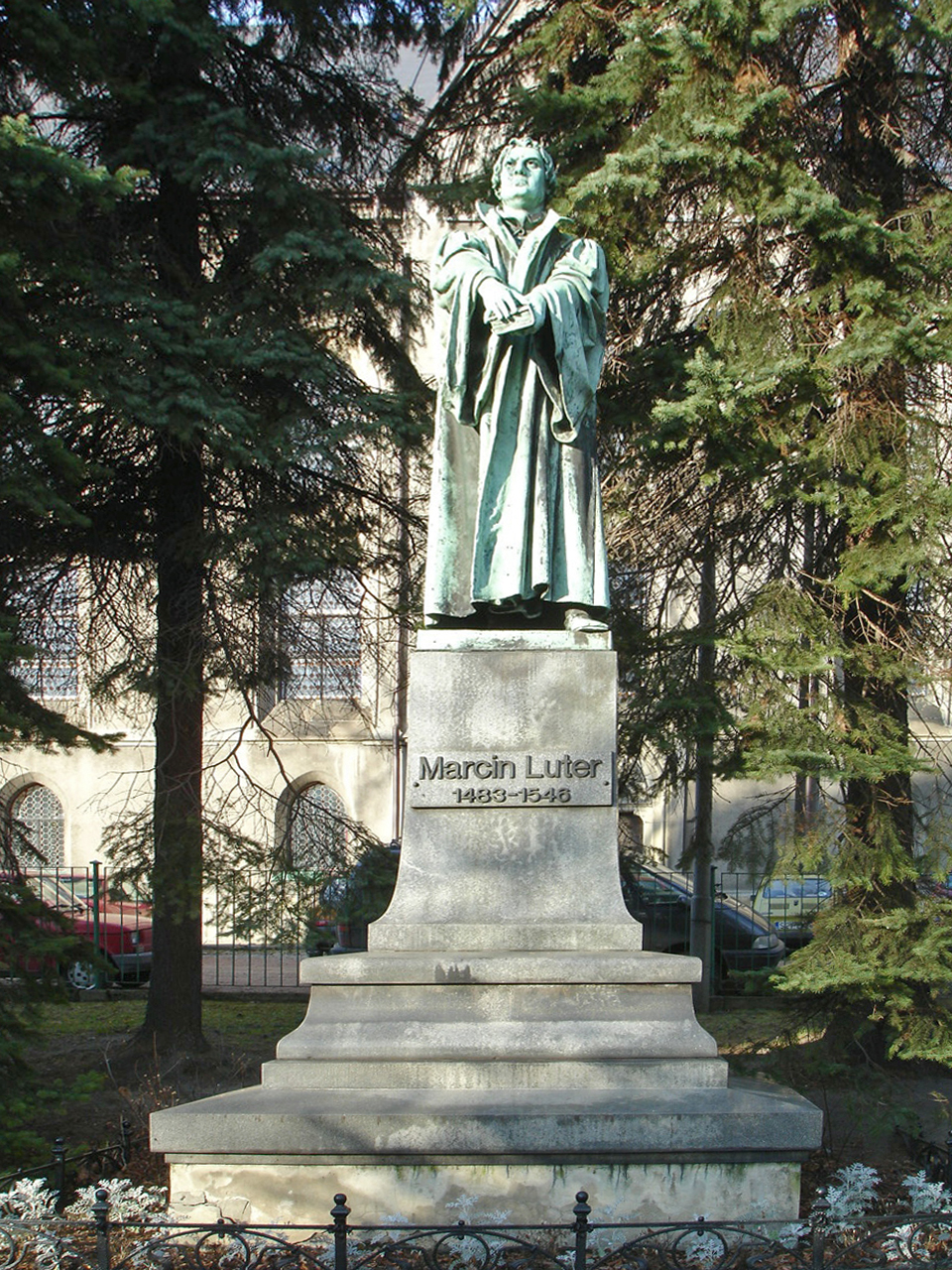
Pomnik Marcina Lutra w Bielsku-Białej

Martin Luther – poemat dziewiętnastowiecznej angielskiej poetki Mary Anne Cursham, opublikowany anonimowo w 1825 w Londynie nakładem oficyny Longman, Hurst, Rees, Orme, Brown, and Green. Utwór poświęcony jest osobie szesnastowiecznego niemieckiego reformatora religijnego Marcina Lutra. Został napisany parzyście rymowanym pentametrem jambicznym. Poetka zadedykowała go pamięci swojego ojca, duchownego Thomasa Curshama. Poemat rozpoczyna się inwokacją do Prawdy. Przywołani zostają wielcy myśliciele, w tym między innymi Sokrates, Zoroaster i Konfucjusz, a następnie sam Luter. Epos został zrecenzowany w The Religious Magazine; Or, Spirit of the Foreign Theological Journals and Reviews.
O! Thou bright Seraph! - which in heav'n art known,

The chosen watchman round Jehova's throne!

Supreme intelligence of yonder Sphere

Say - can a mortal strain arrest thine ear?